# 'Abd al-Malik I
Abd al-Malik I, (in persiano عبدالملک‎) (936 o 944-945 – Bukhara, novembre 961), fu un emiro dell'impero samanide rimasto al potere dal 954 al 961.
Figlio e successore di Nuh I (al potere dal 943 al 954), il suo mandato fu segnato da lotte intestine dovute all'aumento del potere concesso agli schiavi-soldato di etnia turca (in arabo ghulam‎?). Morì dopo essere caduto da cavallo durante una partita di polo a Bukhara; gli succedette il fratello Mansur I, insediato sul trono da una fazione di ghulam guidata dal comandante schiavista turco Fa'iq Khassa.

## Biografia

### Primi anni
Abd al-Malik era un membro della dinastia dei Samanidi, una famiglia persiana che governava principalmente in Transoxiana e Khorasan. Affermatisi in Asia centrale nell'819, i Samanidi inizialmente occuparono il governatorato della Transoxiana sotto il califfato abbaside, ma divennero indipendenti nel 900 sotto la guida di Ismail Samani (al potere dall'829 al 907). Tuttavia, continuarono a menzionare gli Abbasidi nei loro khuṭba (sermoni del venerdì) e sulle proprie monete. Abd al-Malik era il figlio primogenito dell'emiro samanide Nuh I (r. 943-954). Secondo lo storico contemporaneo Narshakhi, Abd al-Malik salì al trono all'età di 10 anni, il che potrebbe lasciar intuire che nacque nel 944-945. Tuttavia, secondo un altro storico contemporaneo, Hamza al-Isfahani, Abd al-Malik nacque nel 936, circostanza che lo renderebbe diciannovenne al momento della sua ascesa al trono. L'Encyclopaedia Islamica considera il resoconto di Narshakhi poco convincente e forse frutto di un'interpretazione errata. Inoltre, sostiene che le cronache non menzionano la presenza di un reggente di Abd al-Malik che lo avrebbe aiutato a supervisionare il governo samanide, avendo infatti all'epoca 10 anni. Tuttavia, afferma che «fino a quando non verranno alla luce ulteriori documenti, non si potrà dire nulla di più preciso sulla questione».

### Regno

Mappa del Khorasan e della Transoxiana

Fin dal regno di Nuh I, nel territorio samanide si vivevano condizioni difficili: al dissesto erariale si erano unite infatti l'insoddisfazione dei membri dell'esercito e l'emergere di potenti realtà politiche limitrofe, non ultima l'entità statale amministrata dai Buwayhidi. Inoltre, le lotte interne, la penuria di visir capaci e la crescente autorità degli schiavi-soldati turchi (in arabo ghulam) avevano indebolito il regno samanide. Il reggimento dei ghulam era stato formato dagli emiri come contrappeso ai dehqan (proprietari terrieri) iraniani locali, i quali si opponevano alla politica centralizzatrice della dinastia. Dal padre, Abd al-Malik ereditò dunque un regno instabile; alla notizia della morte di Nuh, molti comandanti militari in diverse parti del regno si ribellarono. Abd al-Malik riuscì a salire al trono soltanto con l'appoggio dello stato maggiore militare. Fin dall'inizio del suo dominio, furono i comandanti e i cortigiani ad esercitare l'effettiva autorità. Abd al-Malik nominò Abu Mansur Muhammad ibn Uzayr come suo visir, mentre Bakr ibn Malik al-Farghani preservò l'importante carica di governatore del Khorasan.
Al contempo, il principe muhtajide Abu Ali Chaghani, che aveva perso il governatorato del Khorasan alla fine del regno di Nuh, cercò rifugio nel dominio del sovrano buwayhide Rukn al-Dawla (al potere dal 935 al 976). Lì gli fu affidato il controllo del Khorasan dai califfi abbasidi con la mediazione dei Buwayhidi, i quali dalla presa di Baghdad nel 945 avevano diminuito l'autorità politica delle cariche appena menzionate senza ledere però il loro ruolo di capi spirituali del mondo islamico. A Chaghani fu anche affidato il comando di un esercito da Rukn al-Dawla, da lui utilizzato per catturare la capitale del Khorasan, Nishapur. Tuttavia, venne presto espulso dalla provincia da Bakr ibn Malik al-Farghani, morendo di colera a Rey l'anno successivo, nel 955. Dopo la morte di Chaghani, Abd al-Malik inviò due armate ad attaccare le città buwayhidi di Rey e Isfahan.
Ad ogni modo, le due potenze giunsero presto a una pace; stando ai termini dell'intesa, le città nella regione del Jibal, tra cui Rey, sarebbero rimaste incluse nel dominio dei Buwayhidi, mentre i Samanidi avrebbero ricevuto una somma pari a 200.000 dinari come tributo. In contemporanea, alcune autorità insoddisfatte all'interno del regno samanide accusarono Bakr ibn Malik al-Farghani di stare cospirando con i Buwayhidi. Abd al-Malik lo fece convocare a Bukhara nel dicembre 956, con la scusa di conferirgli una veste d'onore, ma invece fece in modo che il ghulam Alp Tigin. Fece poi imprigionare e giustiziare il suo visir, Muhammad ibn Uzayr ed entrambi furono accusati di essere seguaci dei Carmati, un ramo dello sciismo ismailita. Ad Abu al-Hasan Simjur andò successivamente affidato il governatorato del Khorasan, mentre Abu Ja'far Utbi ricevette il prestigioso incarico di visir. Il mandato di Abu Ja'far in veste visir si rivelò effimero, a causa della mancanza di esperienza di Abd al-Malik e dell'influenza inevitabile dei comandanti militari. Egli tentò di sanare il bilancio statale attraverso la verosimile imposizione di alcune imposte, circostanza che suscitò il malcontento della popolazione; nel 959, Abd al-Malik lo fece destituire e nominò al suo posto Abu Mansur Yusuf ibn Ishaq. L'anno successivo, Abd al-Malik rimpiazzò Abu al-Hasan Simjur con Abu Mansur Muhammad quale governatore del Khorasan. È plausibile ritenere che Abd al-Malik stesse cercando di ridurre il potere dell'élite bellica.
Appariva comunque innegabile che i ghulam stessero rapidamente acquisendo un potere crescente. Alptigin ottenne per sé il governatorato del Khorasan e fece promuovere a quella carica Abu Ali Bal'ami, figlio di Abu'l-Fadl al-Bal'ami. Il nuovo visir, tuttavia, non si dimostrò competente come il padre; dal carattere malleabile e generalmente schivo, i ghulam riuscirono a trovare terreno fertile e a cementare ulteriormente la propria presa sul regno. Secondo lo storico iraniano dell'XI secolo Gardēzī, Alp Tigin e Bal'ami cooperarono in maniera assidua; egli aggiunge che «Bal'ami non fece mai nulla all'insaputa di Alptigin e senza il suo consenso».

### Morte

Mappa dell'impero samanide al momento della morte di Abd al-Malik I

Abd al-Malik non fu in grado di arrestare l'espansione della classe emergente rappresentata dai ghulam, i quali al momento della sua dipartita, avvenuta nel novembre del 961 a Bukhara dopo essere caduto da cavallo durante una partita di polo, esercitavano de facto il potere. Il suo palazzo nel Khorasan fu poco dopo saccheggiato proprio dai ghulam, che fecero precipitare l'amministrazione in uno stato di caos.
Alp Tigin tentò di elevare al ruolo di emiro il figlio di Abd al-Malik, ma un'altra fazione, guidata da un comandante di schiavi turco di nome Fa'iq Khassa, riuscì a far insediare sul trono il fratello di Abd al-Malik, Mansur I. Secondo Narshakhi, dopo la morte di Abd al-Malik l'impero samanide versava in condizioni disastrose: «Quando lo seppellirono, l'esercito insorse e si ribellò; ognuno bramava il regno per sé e i problemi inevitabilmente si acuirono». Tuttavia, lo storico moderno Clifford Edmund Bosworth afferma che «il regno di Mansur può essere considerato l'ultimo durante il quale le maglie dell'impero rimasero salde, tanto che la sua prosperità suscitò commenti favorevoli da parte degli stranieri». A seguito degli eventi sopra menzionati, Alp Tigin fuggì a Ghazni, ai margini del regno samanide, dove il suo schiavo Sabuktigin divenne il capostipite di una potente dinastia, quelli dei Ghaznavidi.

## Personalità
Non si sa molto della personalità di Abd al-Malik. Al-Muqaddasi (morto nel 991) lo considerava una figura eccezionale nel novero dei monarchi samanidi, mentre il poeta e storico curdo Shabankara'i (morto del 1358) lo dipingeva alla stregua di un individuo giusto e virtuoso. Durante il suo mandato, Abd al-Malik fu conosciuto come al-Muwaffaq ("Colui assistito dalla divinità"), e dopo la sua morte fu forse soprannominato al-Mu'ayyad.("Colui aiutato dalla divinità").